# Silsean
Silsean (en irlandais : Soillsean, littéralement « lieu de lumières ») est un sommet des montagnes de Wicklow culminant à 698 mètres d'altitude, en Irlande.